# Neerglabbeek
Neerglabbeek (Limburgs: Naerglabbik) is een dorp en deelgemeente van de gemeente Oudsbergen in Belgisch Limburg, het was een zelfstandige gemeente tot aan de gemeentelijke herindeling van 1971.

## Toponymie
Neerglabbeek werd voor het eerst vermeld in 1219 als Glatbeke tam inferioris quam superioris. Met glat wordt ook: helder bedoeld.

## Geschiedenis
In 1969 werden in dit gebied scherven uit de La Tène-periode gevonden. In de middeleeuwen beschikte het kleine Neerglabbeek niet over gemeenschappelijke gronden. De verschillende boerenbedrijven hadden daarom hun eigen voorzieningen van heideveldjes en kreupelhout, de hagen, voor weidegrond, mestproductie en brandhoutvoorziening.
Neerglabbeek hoorde tot het domein van de graven van Loon, na 1366 onder de Bisschoppelijke Tafel van Luik. Juridisch viel het dorp onder Opglabbeek, waarmee het verbonden was door de Glabbekerweg (tegenwoordig: Zandstraat) welke liep door de Gruitroderheide.
Het dorp was lange tijd erg klein: In 1767 waren er slechts 15 huizen. Wél heeft het dorp een oude kerkelijke geschiedenis: In de 13e eeuw was er al een Sint-Hubertuskapel, die als kwartkerk onder de Sint-Lambertusparochie van Opglabbeek ressorteerde. Het patronaatsrecht en het tiendrecht behoorden aan de Abdij van Averbode. In 1283 kwam in Neerglabbeek een eigen priester, maar pas in de 19e eeuw werd Neerglabbeek een zelfstandige parochie.
Pas na 1920 breidde het inwonertal zich sterk uit, doordat er medewerkers van de nabijgelegen Kempense mijnen kwamen wonen, en later ook forenzen die in andere bedrijven werkzaam waren.
Tot 1 januari 1971 was Neerglabbeek een zelfstandige gemeente toen het een deelgemeente werd van tot de toenmalige gemeente Gruitrode, die op zijn beurt op 1 januari 1977 fuseerde met Meeuwen tot Meeuwen-Gruitrode. Op 1 januari 2019 ten slotte werd Neerglabbeek een deelgemeente van Oudsbergen als gevolg van de fusie tussen Meeuwen-Gruitrode en Opglabbeek.

## Demografische ontwikkeling
- Bronnen:NIS, Opm:1831 tot en met 1961=volkstellingen

## Bezienswaardigheden
- De Sint-Hubertuskerk stamt grotendeels uit de 13e eeuw.
- Enkele Kempense langgevelboerderijen.

## Natuur en landschap
Neerglabbeek ligt niet op het Kempens Plateau, maar op de valleiwanden van de Itterbeek en de Baatsbeek.
Bij Neerglabbeek ontspringt de Baatsbeek, een zijriviertje van de Itterbeek, van slechts enkele honderden meters lengte. Bovenstrooms bevond zich een zandgroeve, en vond een natuurherinrichtingsproject plaats. Verderop vindt men een paar buitenhuizen met vijver.
De noordgrens van de deelgemeente wordt gevormd door de Itterbeekvallei, waarlangs men ook de beemden aantrof. Verder van de beek af vond men de akkers. Gedurende de 2e helft van de 20e eeuw werden het hooilandbeheer gestopt en verschenen populierenplantages, ofwel er ontstonden rietlanden of elzenbroekbossen.
In het oosten van Neerglabbeek vindt men de Solterheide, welke behoort tot het Nationaal Park Hoge Kempen

## Galerij

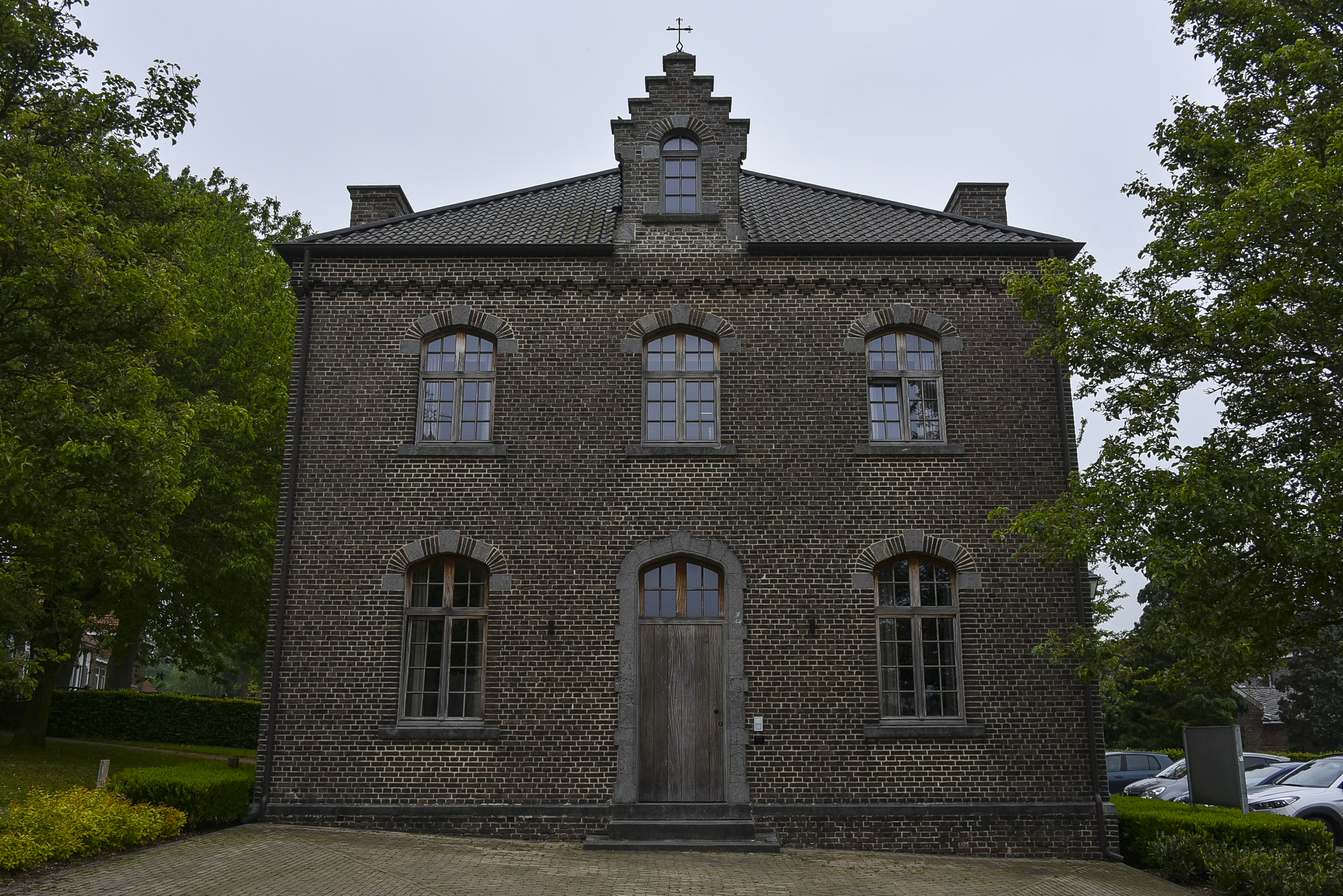
Pastorie
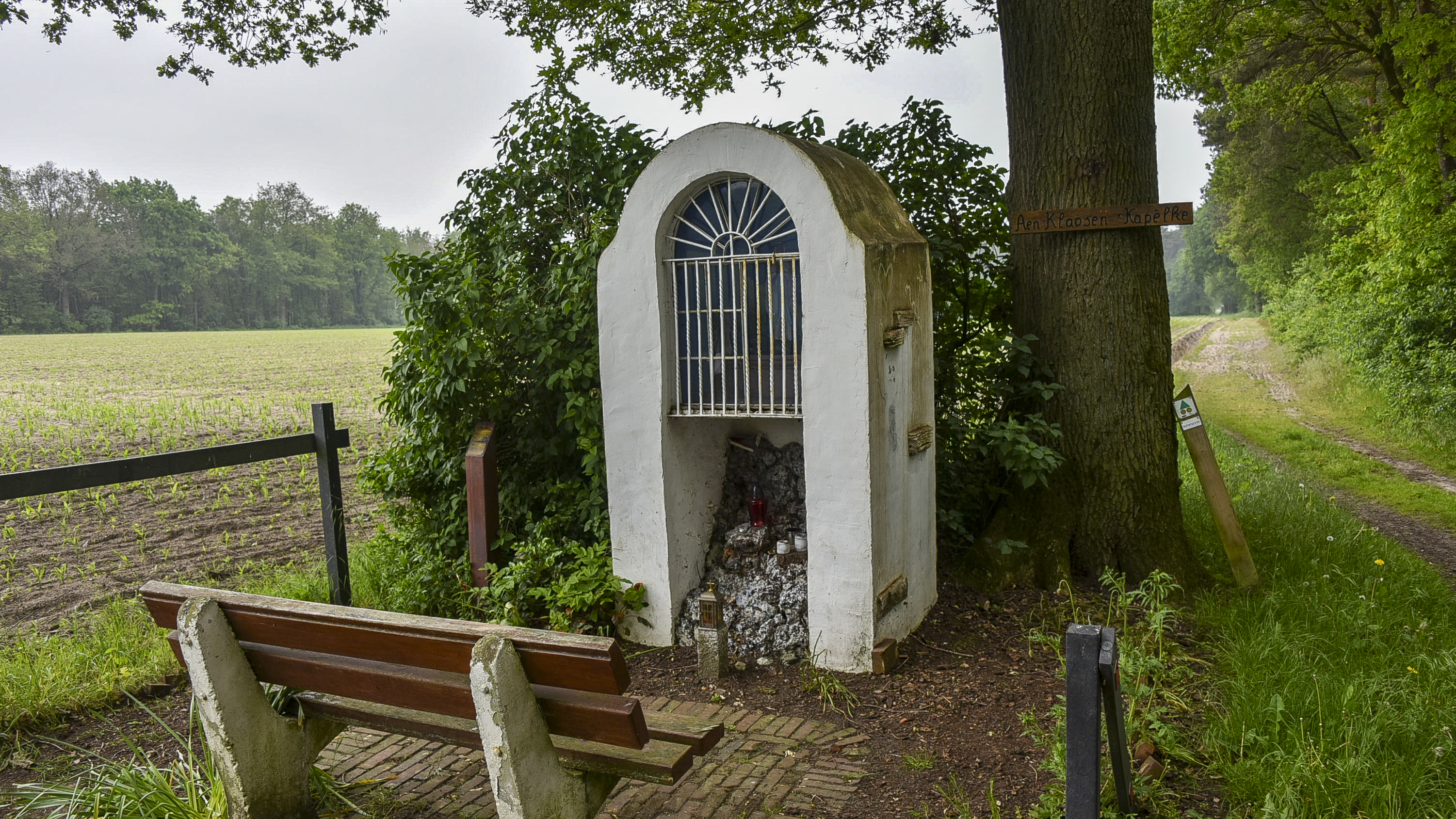
Kapel Onze-Lieve-Vrouw van Lourdes
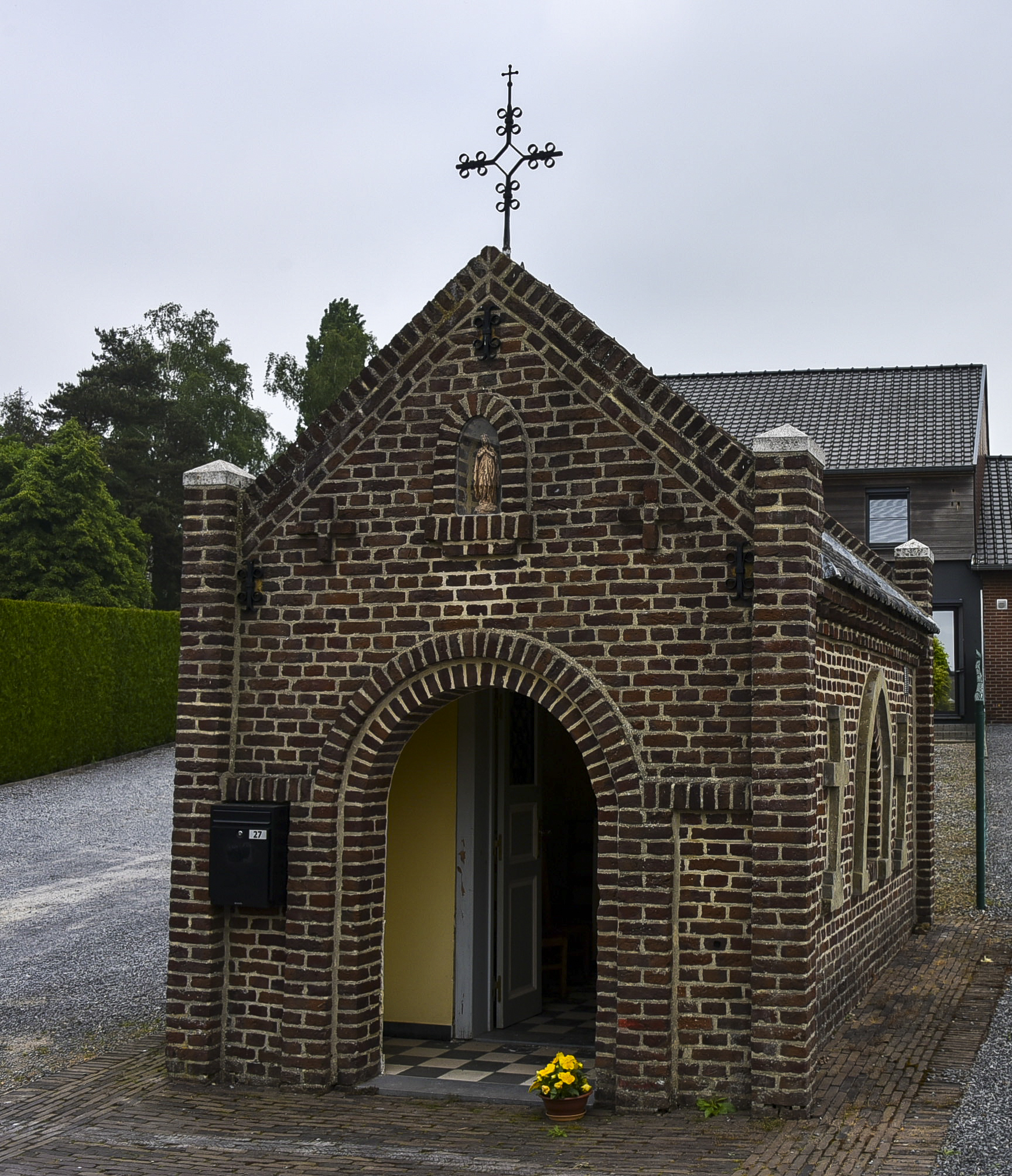
Kapel

## Geboren in Neerglabbeek
- Mathieu Max (1921-1998), componist en dirigent

## Nabijgelegen kernen
Opglabbeek, Opitter, Gruitrode